# دین ویلی
دین ویلی (انگلیسی: Dean Willey؛ زادهٔ ۹ ژوئن ۱۹۶۲) وزنه‌بردار اهل بریتانیا بود.
وی در مسابقات کشوری و بین‌المللی در مجموع برندهٔ ۲ مدال طلا، ۱ مدال برنز شده‌است.